# NGC 7010
NGC 7010 = IC 5082 ist eine elliptische Galaxie vom Hubble-Typ E5 im Sternbild Wassermann auf der Ekliptik. Sie ist schätzungsweise 384 Mio. Lichtjahre von der Milchstraße entfernt und hat einen Durchmesser von etwa 215.000 Lj.
Das Objekt wurde am 6. August 1823 von John Herschel (als NGC gelistet) und am 27. August 1886 von Guillaume Bigourdan entdeckt (als IC aufgeführt).